# Clase Swiftsure (1973)
La clase Swiftsure fue una clase de submarinos de flota de propulsión nuclear en servicio con la Marina Real Británica desde principios de la década de 1970 hasta 2010.
Se construyeron y pusieron en servicio seis barcos. El HMS Swiftsure fue dado de baja en 1992 debido a los daños sufridos en su casco de presión durante las pruebas. HMS Splendid siguió en 2004 después de que los recortes de defensa provocaran una reducción en el tamaño de la flota de submarinos de la Royal Navy. Spartan fue dado de baja en enero de 2006, seguido de Sovereign el 12 de septiembre de 2006. Superb fue dado de baja el 26 de septiembre de 2008. El barco restante en la clase, Sceptre, fue dado de baja en diciembre de 2010.  Los seis barcos de la clase no fueron reemplazados, aunque los siete barcos de los submarinos sucesores de la clase Trafalgar están en proceso de ser reemplazados por siete barcos de los submarinos de la clase Astute.
Algunos fueron mejorados con la capacidad de lanzar misiles de crucero Tomahawk además de sus armamentos originales de torpedos , minas y misiles antibuque. También fueron la primera clase de submarinos de la Royal Navy que se construyeron con propulsores de chorro de bomba envueltos.

## Unidades
- HMS Swiftsure (S126) (1973-1992)
- HMS Sovereign (S108) (1974-2006)
- HMS Superb (S109) (1976-2008)
- HMS Sceptre (S104) (1978-2010)
- HMS Spartan (S105) (1979-2006)
- HMS Splendid (S106) (1981-2004)